# Percy-en-Normandie
Percy-en-Normandie – gmina we Francji, w regionie Normandia, w departamencie Manche. W 2013 roku liczba ludności wynosiła 2628 mieszkańców.
Gmina została utworzona 1 stycznia 2016 roku z połączenia dwóch ówczesnych gmin: Le Chefresne oraz Percy. Siedzibą gminy została miejscowość Percy.